# Cryptosporiopsis citri
Cryptosporiopsis citri är en svampart som beskrevs av P.R. Johnst. & Full. 1988. Cryptosporiopsis citri ingår i släktet Cryptosporiopsis och familjen Dermateaceae.   Inga underarter finns listade i Catalogue of Life.